# Euphorbia candelabrum
Euphorbia candelabrum je sukulentna vrsta rastline iz družine Euphorbiaceae, ena od več rastlin, splošno znanih kot drevo kandelaber. Je endemit Afriškega roga in Vzhodne Afrike vzdolž sistema Velikega tektonskega jarka. V Etiopiji je znan po amharskem imenu qwolqwal ali oromskem imenu adaamii. Tesno je povezana s tremi drugimi vrstami Euphorbia: Euphorbia ingens v suhih predelih južne Afrike, Euphorbia conspicua iz zahodne Angole in Euphorbia abyssinica, ki je domača v državah, vključno s Sudanom, Eritrejo, Džibutijem, Etiopijo in Somalijo.
Njeno latinsko ime izhaja iz njene rasti, za katero se pogosto meni, da je podobna razvejanosti kandelabra. Kandelabre lahko najdemo v ekoregiji suhih listavcev in zimzelenih odprtih gozdnatih travnikih, na skalnatih pobočjih in v redkih primerih termitnjakih. Ko se količina padavin zmanjša, se zmanjša tudi območje habitata E. candelabrum. Drevesa običajno zrastejo do 12 metrov visoko; vendar so zabeleženi nekateri primerki, ki zrastejo do 20 metrov visoko.
Vrste, kot so Grewia in tiste iz Euphorbiaceae, veljajo za občutljive na ogenj in so običajno omejene na termitnjake, namesto da prevladujejo v odprti savani. Vendar pa je E. candelabrum razširjena po vsej savani in območjih s kratko travo narodnega parka kraljice Elizabete v Ugandi. To je nenavaden življenjski prostor za visoke sukulente, saj je bilo dokazano, da so običajno slabi vsiljivci pogosto požganih sestojev. Zdi se, da je uspeh E. candelabrum kot visoke sukulente rezultat močne paše afriških sesalcev, kot sta ugandski kob (Kobus kob) in vodni kob (Kobus ellipsiprymnus defassa), ter splošnega zmanjšanja intenzivnih gozdnih požarov.
Nekateri organi nadalje delijo to vrsto na dve različici, Euphorbia candelabrum var. candelabrum in Euphorbia candelabrum var. bilocularis.
Euphorbia candelabrum je bila uporabljena v tradicionalni etiopski medicini. Pomešana s prečiščenim medom so njen sok uporabljali kot čistilo za zdravljenje sifilisa in, če so ga zmešali z drugimi zdravilnimi rastlinami, kot mazilo za zdravljenje simptomov gobavosti. Obrat ima trenutno zanemarljivo tržno vrednost; Richard Pankhurst dokumentira dva različna poskusa zbiranja njenega gumija v bližini mesta Keren v Eritreji pred letom 1935, vendar se noben poskus ni izkazal za komercialno uspešnega.
Euphorbia candelabrum se uporablja za drva, les in ograje. Njen les je lahek in trpežen, za številne namene, vključno s strešnimi kritinami, mizami, vrati, vžigalicami, škatlami, možnarji, glasbili in sedli.

## Nevarnosti
Ko so drevesa E. candelabrum poškodovana, sprostijo obilno količino mlečno belega lateksa, ki ima 12,5 % vsebnosti kavčuka. Ta lateks je izjemno toksičen zaradi svojih dražilnih in rakotvornih diterpenskih derivatov, predvsem forbolovih estrov. Poleg draženja kože in sluznic lahko lateks E. candelabrum povzroči slepoto, če pride v stik z očmi.
Različne sestavine rastlin E. candelabrum se lahko uporabljajo kot strupi. Ljudstvo Ovaherero iz Namibije uporablja njen lateks kot sestavino strupa za puščice, medtem ko ljudstvo Damara uporabljajo ekstrakt lateksa E. candelabrum ali sveže strte veje za zastrupljanje vodnih lukenj in potokov. Njeni cvetovi proizvajajo nektar, vendar lahko zaužitje medu E. candelabrum povzroči pekoč občutek v ustih, ki se s pitjem vode le še okrepi.
Videti je, da na pavijane sok ne vpliva in rastlino pogosto zaužijejo. Študija, opravljena v narodnem parku kraljice Elizabete v zahodni Ugandi je pokazala, da je veliko škode, povzročene na drevesih vrste E. candelabrum, mogoče pripisati prehranjevalnim vzorcem pavijanov. Sveže, mlade veje E. candelabrum plezajoči pavijani polomijo, kar povzroči neenakomerno rast. Poleg tega pavijanski vzorci hranjenja vplivajo na življenjski cikel cvetov E. candelabrum in pogosto povzročajo neplodnost mnogih mladih stebel.

## Medicinska uporaba
Čeprav je znano, da je Euphorbia candelabrum precej strupena, se uporablja v medicini. Njen lateks vsebuje zelo dražilne ingenol diterpenske estre, ki se izkažejo za škodljive in koristne. Poleg nastajanja mehurjev in draženja izdelki z ingenolom izkazujejo aktivnost, ki spodbuja tumor, kar povzroči, da se celice uprejo apoptozi in se nadaljujejo z razmnoževanjem. Študija iz leta 1961 je pokazala, da je lateks iz različnih vrst Euphorbia, vključno z E. candelabrum, močno sredstvo za spodbujanje tumorjev. Vendar pa so poročali, da ingenol spodbuja celično aktivnost proti HIV in levkemiji, ki ščiti T-celice.
V ljudski medicini se sok E. candelabrum uporablja poleg odvajala za zdravljenje sifilisa ali mazila za zdravljenje gobavosti pri zdravljenju kašlja, tuberkuloze, malarije in okužb s HIV. Lahko se zmeša z maščobo in nanese lokalno za celjenje ran, ran in bradavic. Lateks E. candelabrum je učinkovito abortivno sredstvo in zvarek, ki vsebuje sredico iz vej, se lahko daje ženskam po porodu, da pomaga pri izločanju posteljice. Njene korenine lahko skuhamo, pitje te tekočine pa naj bi pomagalo pri bolečinah v trebuhu, zaprtju in neplodnosti. Pepel iz stebel so uporabljali tudi za zdravljenje okužb oči.
- Veje
- Cvetovi
- Sadeži